# Аманье II д’Альбре
Аманье II (I) (фр. Amanieu II (Ier); умер после 1050) — сеньор д’Альбре, вероятно, сын Аманье I д’Альбре.

## Биография

### Правление
По реконструкции Ж. де Жургена, Аманье II был сыном Аманье I д’Альбре. Он был первым правителем, названным сеньором Лебри (Альбре) (лат. Amaneus Lebrestensis) в современном ему документе: в картулярии Кондома он упоминается около 1050 года, во времена, когда аббатом монастыря Сен-Пьер-де-Кондом был Сегин.
Год смерти Аманье неизвестен.

### Брак и дети
Имя жены Аманье неизвестно. По предположению Жургена, его сыновьями были:
- Бернар Эзи I (ум. после 1097), сеньор д’Альбре
- Гильом Аманье I (ум. после 1097), виконт де Безом и де Бенож